# Бабич-Декань Трохим Петрович
Трохим Петрович Бабич-Декань (28 березня 1900, хутір Мизини Полтавської губернії, тепер Полтавської області — 24 грудня 1972, місто Київ) — радянський політичний діяч, голова Організаційного комітету Президії ВЦВК РРФСР по Алтайському краю. Депутат Верховної Ради СРСР 1-го скликання.

## Біографія
Народився 28 березня 1900 року в бідній селянській родині. Закінчив Параскеївське земське чотирикласне училище, Рунівщинську міністерську дворічну школу, Полтавську міську вищо-початкову школу, один курс історико-філологічного факультету Полтавського вечірнього народного університету (1917—1918 роки).
У 1918—1919 роках працював канцелярським писарем у Полтавській казенній палаті. Учасник партизанської боротьби з денікінцями у 1919 році.
Член РКП(б) з 1920 року.
У 1920 році — слухач Полтавських губернських юридичних курсів, народний суддя Площанської (Плосківської) волості Полтавської губернії.
З 1920 по 1922 рік — співробітник Полтавської губернської надзвичайної комісії (ЧК): член політбюро повітової ЧК, військовий комісар, голова волосного революційного комітету, районний уповноважений Полтавської губернської ЧК по боротьбі з бандитизмом. З 1922 по 1923 рік — на політичній роботі в Червоній армії: політичний керівник (політрук) взводу, роти і Полтавського повітового військкомату.
У 1923 році вступив до Харківського інституту народного господарства, з якого був відрахований в 1924 році.
У 1924—1925 роках — голова Ізюмського окружного комітету незаможних селян; відповідальний секретар Петрівського районного комітету КП(б)У Ізюмського округу; відповідальний секретар Балакліївського районного комітету КП(б)У Ізюмського округу.
У 1925—1929 роках — завідувач Ізюмського окружного відділу народної освіти. За сумісництвом у 1926—1928 роках працював редактором Ізюмської окружної газети «Червона зоря».
З 1929 по 1931 рік навчався в Академії комуністичного виховання імені Крупської в Москві. Одночасно був редактором вузівської газети, секретарем партійного комітету академії.
У 1931—1933 роках — завідувач партійно-масового відділу, відповідальний секретар газети «За коммунистическое просвещение» в Москві.
З травня 1933 року — начальник політичного відділу Усть-Сосновської машинно-тракторної станції Топкінського району Західно-Сибірського краю.
У січні 1935 — січні 1936 року — 1-й секретар Славгородського районного комітету ВКП(б) Західно-Сибірського краю.
У січні 1936 — травні 1937 року — завідувач відділу друку Західно-Сибірського крайового комітету ВКП(б).
13 червня — жовтень 1937 року — 1-й секретар Бійського районного комітету ВКП(б) Західно-Сибірського краю.
З 13 вересня 1937 по серпень 1938 року — голова Організаційного комітету Президії ВЦВК РРФСР по Алтайському краю. У серпні 1938 року знятий з посади «як такий, що не впорався з роботою».
З 1942 по 1945 рік  — начальник головного управління лісової промисловості Західного Сибіру (Головзахсиблісу) Народного комісаріату лісової промисловості СРСР.
З 1945 по 1948 рік — заступник начальника головного управління лісової промисловості УРСР, заступник керуючого тресту «Укрлісосплав».
З 1948 року — заступник міністра лісової промисловості Киргизької РСР.
Потім — на пенсії.
Помер на 73-му році життя 24 грудня 1972 року. Похований на старій частині Байкового кладовища разом з дружиною та сином (50°24′56.96″ пн. ш. 30°30′44.32″ сх. д. / 50.4158222° пн. ш. 30.5123111° сх. д.).

## Родина
Син —  науковець-винахідник Фелікс Бабич-Декань (помер у 2000 році).

## Нагороди
- орден Леніна (7.05.1934)
- орден «Знак Пошани» (1942)